# 耶魯天文台區域目錄
耶魯天文台區域目錄（英語：Yale Observatory Zone Catalog）是耶魯大學天文台於1939年至1983年發佈的一系列恆星目錄，包含約400,000條記錄。
總共出版了25個星表，所有對恆星的引用都包括星表編號和恆星編號。

## 外部連結
- Integrated Yale Observatory Zone Catalogs